# Tobias PM Schneid
Tobias Peter Maria Schneid (* 2. Juli 1963 in Rehau) ist ein deutscher Komponist. Seine Arbeiten reichen von zeitgenössischer europäischer Musik bis Jazz und Rock. Dabei setzt er neben traditionellen auch serielle, elektronische und freitonale Kompositionstechniken ein. Schneid legt seinen Werken oft außermusikalische Konzeptionen zugrunde.

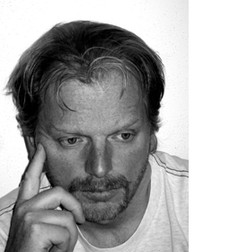
Tobias PM Schneid

## Leben und Werk
Schneid studierte von 1985 bis 1992 Komposition bei Bertold Hummel und Heinz Winbeck an der Hochschule für Musik Würzburg; 1994 schloss er sein Studium dort mit dem Meisterklassendiplom ab. Heute lebt Schneid mit seiner Familie in Neuburg an der Donau und widmet sich hauptsächlich dem Komponieren.
Im Jahr 1996 war er Composer in Residence an der Universität Manchester, wo er mit der Aufführung verschiedener eigener Werke auf reges Interesse stieß. Seit 1997 ist er Dozent für Tonsatz an der Hochschule für Musik Würzburg, darüber hinaus freiberuflicher Komponist.
Tobias PM Schneid wurde für sein musikalisches Schaffen mit mehreren Preisen bedacht. Beim von Claudio Abbado initiierten 1. Wiener Kompositionswettbewerb 1990 wurde ihm der 1. Preis zuerkannt. Im Jahr 1996 war er Composer in Residence an der Universität Manchester. Seine Werke Versuch über Vergangenes, Einklang op. 1  sowie die Ensemblestücke Prelude I: Harmonic Encounters und Weird Scenes Inside the Mirror Cages wurden von der nationalen Jury als deutsche Beiträge zu den Weltmusiktagen 1989, 1991 und 2006 ausgewählt. 2009 erschien die Kammermusik-CD Sacred Landscapes beim Label Coviello Classics. Schneid vollendete im Frühjahr 2010 seine 2. Sinfonie Time Lapse on Slow Motion Grounds, die am 18. Mai 2010 vom Young Euro Classics Festivalorchester auf der Expo in Shanghai unter der Leitung von Gerd Albrecht uraufgeführt wurde. Er schrieb 2016 zur Eröffnung des 31. Internationalen Dokumentarfilmfestivals in München eine neue Filmmusik zum Klassiker Berlin – die Sinfonie der Großstadt.
Schneid ist für seine Vielseitigkeit bekannt, er komponiert sowohl serielle E-Musik als auch Rock, Pop und Jazz.

## Preise und Auszeichnungen
- 1987  Kompositionspreis der Landeshauptstadt Stuttgart
- 1989  Kompositionspreis Forum junger Komponisten des WDR
- 1990  Kompositions- und Publikumspreis der Sommerlichen Musiktage Hitzacker
- 1991  l. Preis des l. Wiener Internationalen Kompositionswettbewerbs (Claudio Abbado)
- 1993  Halbjähriges Stipendium der Cité international des arts in Paris
- 1994  Kompositions- und Publikumspreis der Sommerlichen Musiktage Hitzacker
- 1995  einmonatiges Arbeitsstipendium am IRCAM in Paris
- 1995  Kompositionspreis Angelo Commneno Rom
- 1995  Finalist beim 4. Internationalen Wettbewerb Spectri Sonori in New Orleans
- 1995  Bayerischer Staatspreis für junge Künstler
- 1995  Special Mention beim 3. Internationalen Witold-Lutosławski-Kompositionspreis
- 1997  Special Mention beim 8. Concours International de Composition Musicale Besançon
- 2009  Nominierung beim Deutschen Musikautorenpreis der GEMA Kategorie: Sinfonik
- 2015  Nominierung beim Deutschen Musikautorenpreis  der GEMA Kategorie: Orchester
- 2015  Ordentliches Mitglied der Bayerischen Akademie der Schönen Künste

## Werkverzeichnis (Stand: Oktober 2015)

### Kammermusik
- Aria für Cello solo (2012) | Dauer: 7'
- Cascando I für Streichtrio, Klarinette, Klavier und Verstärker ad lib. (1992) | Dauer: 16' | Auftragswerk der Stadt Neuburg zur Sommerakademie 1994
- Cascando II für Violoncello, Klarinette, Klavier und Verstärker ad lib. (1993/94) | Dauer: 20' | Ausgezeichnet mit dem 3. Preis sowie dem Publikumspreis der Sommerlichen Musiktage Hitzacker
- Cathedral I-III, a farewell to Bertold Hummel for piano solo (2002) | Dauer: 11'
- Entrez!, Fragment für Streichquartett, 2. Streichquartett (1991) | Dauer: 7' | Auftragswerk der Freunde der Alten Oper Frankfurt
- Five Portraits, Capriccios for violin solo (2011) | Dauer: 20'
- Manchester metrics, Version für Tenorblockflöte (1996) | Auftragswerk für Johannes Fischer
- Madrigali Astralis for Saxophone Quartet (2014) | Dauer: 12' | Auftragswerk des Bayerischen Rundfunks Studio Franken | Uraufführung: 25. Oktober 2014, Raschér Saxophone Quartet. Palais Stutterheim Erlangen
- Piano Trio No. 1, ...towards the abstract seas... (2002/08) | Dauer: 18'
- Piano Trio No. 2, Three Farewells and Intermezzo for L (2006) | Dauer: 17' | Auftragswerk des Internationalen Musikwettbewerbes der ARD 2007
- Sacred Landscapes, Ritual fragment for 2 Violins, Viola and 2 Celli (2001/08) | Dauer: 14' | Auftragswerk des Rodin-Quartettes München und Siegfried Palms.
- Sechs Bagatellen für Klavier solo (2011) | Dauer: 12'
- Sonata for Cello solo (2011/12) | Dauer: 13' | Auftragswerk für Maximilian Hornung
- Streichquartett Nr. 3 „Schumann“ (2011) | Dauer: 23' | Auftragswerk der Bayerischen Akademie der schönen Künste
- Stringtrio No. 1 (2011) | Dauer: 18' | Auftragswerk des Mozartfestes Augsburg
- Suite for Cello solo (2014) | Dauer: 11' | Auftragswerk des Internationalen Musikwettbewerbs der ARD 2014
- Vertical Horizon I für Klarinette solo (1997) | Dauer: 12'
- Vertical Horizon II für Flöte solo (2003) | Dauer: 12' | Auftragswerk für Carin Levine
- Vertical Horizon III für Oboe solo (2008) | Dauer: 12' | Auftragswerk für Stefan Schilli
- Vertical Horizon IV, Mozart-Concert variations für Klarinette in A (2015)| Dauer: 11' | Auftragswerk des Internationalen LIONS Europe Wettbewerbes 2015
- Vertical Horizon V für Tenorsaxophon solo (2015) | Dauer: 7' | Auftragswerk für Jan Schulte-Bunert
- Versuch über Vergangenes (1. Streichquartett), für Streichquartett und Tonbandzuspiel (1989/93) | Dauer: 22'| Deutscher Beitrag zu den Weltmusiktagen 1990 in Oslo. Ausgezeichnet mit dem A. Commneno Kompositionspreis in Rom
- What Wonderful World, Mr. Armstrong?, encore for piano solo (2002) | Dauer: 1'
- 3 Bagatellen für Klavier solo (1991) | Dauer: 6'

### Ensemblemusik
- Cathedral I-III für Ensemble (2004/08) | Besetzung: Fl, Ob, Kl, Vl, Va, Vc, Perc, Pno/Hrf | Dauer: 13'
- Changes, songs and inbetweens (2003) | Dauer: 13' | Besetzung: Vl, Vc, Pno
- I'm dancing on the edge of time (2001) | Dauer: 8' | Besetzung: Fl, Kl, Vl, Va, Vc, Pno | Auftragswerk der Jeunesse Musicale
- I'm dancing on the edge of time II (2002) | Dauer: 8' | Besetzung: Fl, Ob, Kl, Vib/Octoban, Pno, Vl, Vc
- Le Cinema / Le Train (2003) | Dauer: 13' | Vl, Vc, Pno | Auftragswerk des A*Devantgarde Festivals München
- Prelude I „harmonic encounters“ (2000) | Dauer: 6'30 | Besetzung: Fl, BKl, Perc (Gran Cassa), Pno, Vl, Va, Vc | Auftragswerk des Bayerischen Rundfunks
- The Lonely Monk's Reflections on Reprocreational Aspects in Fractal Organisations I (1999) | Dauer: 15' | Besetzung: Pno solo; 1-1-1-1, 1-1-1-0, Kb/Ebass | Auftragswerk des Ensemble Köln
- The Lonely Monk's Reflections on Reprocreational Aspects in Fractal Organisations II (1999)| Dauer: 15' | Besetzung: Pno solo; 1-1-1-0, 0-1-0-0, Perc, Vl, Va, Vc, Kb | Auftragswerk des Ensemble piano possible München
- Umbrellas & Sewing Machines (2000) | Dauer: 15' | Besetzung: Fl, Ob, Kl, Pno, Perc, Vl, Vc | Auftragswerk des Ensemble TrioLog
- Weird Scenes Inside the Mirror Cages I (2000) | Dauer: 9' | Besetzung: Fl, BKl, Perc, Pno, Vl, Va, Vc | Auftragswerk des Bayerischen Rundfunks

### Orchester
- ...a wild celebration of colour and rhythm... (1996/97) | Dauer: 27' | Besetzung: 3-3-3-2, 4-4-3-1, Perc (4), Pno, Str
- Adagio for Orchestra (2001/04) | Dauer: 10' | Besetzung: 2-2-2-2, 2-2-1-0, Perc, Hrf, Str
- A Portrait of Marshall LEo Gambetti with Trumpet (1992/93) | Dauer: 18' | Besetzung: 2-2-2-2, 2-2-1-0, Perc, Hrf, Str | Auftragswerk des Bayerischen Rundfunks
- A Symphony of Changes (2000/2001) | Dauer: 23' | Besetzung: 2-2-2-2, 2-2-1-0, Perc, Pno, Str | Auftragswerk der Stadt Neuburg zum Jahrtausendwechsel
- An Iconoclastic Reproduction of 19 Rainbow Players (1998) | Dauer: 20' | Besetzung: 11 Vl, 4 Va, 3 Vc, Kb | Auftragswerk des Münchner Kammerorchesters
- Astral Voyager (2013) | Dauer: 19' | Besetzung: Sax solo; 2-2-3-2, 4-2-2-1, Perc (2), Hrf, Str (min. 12-10-8-6-4) | Auftragswerk der Neuen Philharmonie Westfalen
- Beautiful Harmonizer – Rhapsodic Variations for Clarinet and Orchestra (2009/10) | Dauer: 12' | Besetzung: Kl solo; 3-3-3-3, 4-3-3-0, Perc (2), Hrf, Pno, Str | Auftragswerk des 1. Internationalen Klarinettenwettbewerbs Freiburg
- Concerto for Cello and Orchestra (2006) | Dauer: 24' | Besetzung: Vc solo; 2-2-3-2, 4-2-3-1, Timp, Perc (3), Hrf, Str | Auftragswerk des Young Euro Classic-Festivals
- Einklang op.1 (1989) | Dauer: 23' | Besetzung: 3-3-3-Tsax-2, 4-4-3-1, Timp, Perc (4), Pno, Str (1991 bei den Weltmusiktagen der Internationalen Gesellschaft für Neue Musik ISCM in Zürich aufgeführt).[2]
- Nacht – Prelude (vor Mahler) für großes Orchester (2011) | Dauer: 12' | Besetzung: 5-4-5-4, 4-3-3-1, THr (ad lib), Perc (3), 2 Hrf, Str (min. 14-12-12-8-6) | Auftragswerk des Philharmonischen Orchesters Augsburg
- Run (2004) | Dauer: 7' | Besetzung: 2-2-2-2, 2-2-2-1, Timp, Perc (3), Pno, Hrf, Str | Auftragswerk des Young Euro Classics Festival Berlin
- Seascapes (1996/97) | Dauer: 18' | Besetzung: 3-3-3-Sax-2, 2-2-2-1, Perc (4), Pno, Str
- Symphony No. 2 – Timelaps on Slow Motion Grounds (2010) | Dauer: 6' | Instrumentation: 3-2-2-2, 2-2-3-0, Perc (2), Timp, Str | Auftragswerk des Young Euro Classics Festival Berlin
- Symphony No. 2 – Timelaps on Slow Motion Grounds (for Chamber Orchestra) (2014) | Dauer: 6' | Instrumentation: 1-1-2-1, 1-1-1-0, Perc, Pno, Str | Auftragswerk der Taschenphilharmonie München
- A City's Symphony – Orchestermusik zu dem Stummfilm „Berlin. Die Sinfonie der Großstadt“, 1927 von Walter Ruttmann (2016) | Dauer: 68' | Instrumentation: 2-1-2-1, 2-1-1-0, Perc (1), Pno, Str (min. 6-5-4-3-2) | Auftragswerk der Versicherungskammer Kulturstiftung München. Uraufführung am 5. und 6. Mai 2016 im Deutschen Theater München zur Eröffnung des 31. DOK.fest, Internationales Dokumentarfilmfestival München. Münchener Kammerorchester, Leitung: Jonathan Stockhammer.

### Musiktheater
- Swin Swin – Musiktheater in 10 Szenen | Dauer: 110' | Instrumentation: 3 S, Mez, 2 A, 2 CounterT/2 Mez soli; 3 Spr, Statist; 1-0-2-1, 1-1-1-0, Perc (2), Pno, Str | Auftragswerk des SR und des Saarländischen Staatstheaters Saarbrücken.

### Ballette
- Das Bildnis des Dorian Gray – Ballett in 2 Akten nach einem Roman von Oscar Wilde (2013) | Dauer: 90' | Instrumentation: 3-3-3-3, 4-3-3-1, Perc (3), Hrf, Pno/Cel, Str (min. 12-10-8-6-4) | Auftragswerk des Theaters Augsburg

### Chorwerke
- Nachtgesänge – Oden und Sonette nach Hölderlin und W. Benjamin (2012) | Dauer: 16' | Instrumentation: SATB; Perc (2), Pno | Auftragswerk des Deutschen Freundeskreises europäischer Jugendorchester
- XXI – Symphony No. 3 for 28 Vocalists (2010) | Dauer: 16' | Instrumentation: SATB | Auftragswerk des SWRs für das SWR Vokalensemble Stuttgart

### Instrumentationen / Bearbeitungen
- Erdinger Weißbier (Werbespot) (2004) | Dauer: 30 Sekunden
- Wer hat Angst vor Mister Werwolf (2006) | Dauer: 38' | Instrumentation: Spr; 1-1-1-0, 0-1-1-0, Perc (2), pno